# Davaja Marina
Davaja Marina (Lets: Dāvāja Māriņa, Nederlands: Geef Marina) is een Lets muzieknummer uit 1981 geschreven door Leons Briedis en gecomponeerd door Raimonds Pauls. Het nummer was een bescheiden hit in Letland. In 1982 bracht Alla Poegatsjova een Russische versie, met tekst van Andrej Voznesenski, uit. Deze versie werd een hit in meerdere Sovjet-staten.

## Andere versies
De versie van Poegatsjova, met als titel Million Alykh Roz (Russisch: Миллион алых роз, Engels: Million Scarlet Roses), is door tientallen artiesten in verschillende talen gecoverd. Enkele hiervan zijn:
- 1984: Finse zangeres Katri Helena - Miljoona Ruusua
- 1984: Finse zangeres Vera Telenius - Miljoona Ruusua
- 1984: Hongaarse zangeres  Kata Csongrádi - Millió rózsaszál
- 1997: Koreaanse zangeres Sim Soo-bong - Baegmansong-i Jangmi (백만송이 장미)
- 2006: Letse zangeres Sonja Bishop - Do You Know
- 2008: Iraanse zangeres Farzaneh - Gole Roz
- 2009: Poolse zangeres Magda Niewińska - Milion Białych Róż
- 2013: Oekraïense zangeres Ani Lorak - Million Alykh Roz